# Sarigan

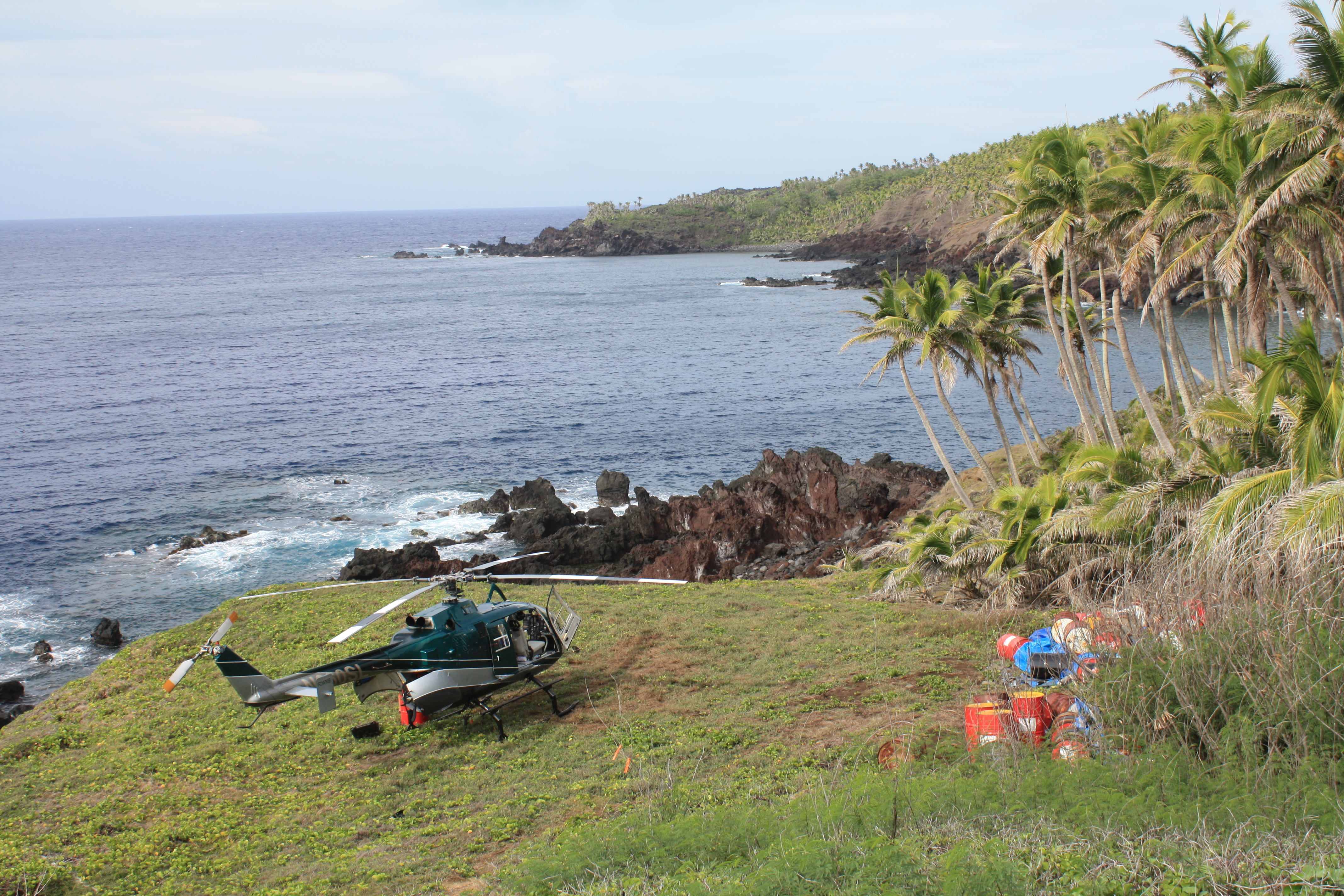
Một đội khảo sát sinh học trên đảo Sarigan, 2010. Ảnh do Michael Lusk cung cấp.

Sarigan hoặc Sariguan là hòn đảo núi lửa không có người ở trên Thái Bình Dương. Là một phần của Quần đảo Bắc Mariana. Sarigan cách đảo Anatahan 37 kilômét (23 mi) về phía đông bắc, cách đảo Guguan
67 km (36 nmi) về phía nam và cách đảo Saipan 150 km (93 mi) về phía bắc, là hòn đảo lớn nhất của quần đảo Bắc Mariana.
1. ↑  NOAA (2023).